# 山賊ダイアリー リアル猟師奮闘記
『山賊ダイアリー リアル猟師奮闘記』（さんぞくダイアリー リアルりょうしふんとうき）は、岡本健太郎による日本の漫画作品。

## 概要
『イブニング』（講談社）2011年6号から連載開始。話数のカウントは「第○矢目」。2016年17号の第100話をもって1stシーズン完結。続編として『山賊ダイアリーSS』の開始が単行本の7巻で告知された。
漫画家でありながら猟銃所持許可・狩猟免許を持つ作者自身の経験を描いた実録風漫画。劇中では岡山県の狩猟者登録証を取得しているとあるだけで詳細な地名は登場しないが、岡本が居住している津山市の公式観光サイトでは地元を舞台とするマンガとして本作の紹介ページを設けている。猟期が影響する関係上、劇中の日付が明記されているが、第一矢目は2009年11月の猟期開始時、2年目の2010年の猟期開始時が第六十三矢目（単行本5巻収録）、2年目の猟期終了が最終話となっており、現実よりかなり進行が遅い。欄外に「この作品は、作者の実体験を元にしたフィクションです。が、狩猟や食のシーンに関しては、ほぼ事実です」とのコメントが記載されている。
『週刊ヤングマガジン』では岡本が銃を用いず必要最低限の道具だけを持参し食糧・飲料水は現地で調達するサバイバルキャンプを行う外伝『山賊ダイアリー ××に泊まろうシリーズ』を不定期掲載。話数カウントは「○泊目」。
『山賊ダイアリーSS』では、猟銃を使う狭義の狩猟の枠を超え、アウトドアライフにおけるハンティング全般をテーマとしている。話数のカウントは「HUNT○」。最初のシリーズである「真夏の魚突き編」が2017年1号から10号に掲載された。誌面では次シリーズは同年7月に開始予定と告知されていたが再開されていない。2021年に岡本は、Twitterで寄せられた『SS』は終わったのかとの読者からの質問に対して「あれは単巻番外編なんで終わってます。巻数１がついてるのもタイトルもべつにぼくの意志ではないのでよくわかんない。」と答えている。

## 登場人物
いずれも実在の人物がモデルとなっているが、人物名は作者本人である岡本以外は、若干変更されていると明言されている。
声優は単行本第6巻特装版オリジナルアニメDVD（監督：谷東、制作：DLE）でのキャスト。
岡本（おかもと）
声 - 村田太志
作者本人。男性。幼少の頃「岡山県の超田舎」で育ち、近所に住む猟師のおじいちゃんの影響で、当時から猟師を志す。その後東京で生活していたが、2009年に帰郷。猟銃と第1種猟銃免許、わな猟免許を取得し「山賊」（作中は猟師の意味）を始める。カモやハト、イノシシやウサギ等を獲り、自分で解体・調理し、食す。愛銃はシャープ・チバ社製エアライフル「エース・ハンター」、わな（罠）は自作している。なお自動車を所持していないため、移動は専らスーパーカブ。幼少の時に釣った川魚を刺身にして食べていたため、蟯虫検査で引っ掛かった事があるが、今も狩猟した獲物の肉を生食することに躊躇いはなく、刺身やタタキにして食べている時がある。
おじいちゃん
故人。岡本が幼いころ近所に住んでいた猟師で、岡本が猟師を志すきっかけとなった人物。シベリア抑留の経験があったため、日本より自分の猟師としての腕を信用しており、口癖は「わしは日本がどうなっても一人で生きていける」。なお作中にはトリカブトを利用した毒矢を用いたわな等の使用やツグミ等の狩猟鳥獣以外の動物を狩っていたなど、法律に縛られない（違法な）猟・捕獲を行っていた可能性が示唆されている。共猟中に散弾で撃たれた事があり、それを聞いて岡本は散弾銃にあまり良いイメージを持っていない。
アキ君
声 - 内田雄馬
岡本と同世代の猟師で、銃所持試験で一緒だったことから親しくなり、よく組んで猟を行う。岡本と違って散弾銃を愛用する。妻子持ちであり、夫人は美人だが狩猟にはあまり理解を示しておらず、獲物を解体中の彼の後頭部に蹴りを入れたこともあるが、これは解体作業をガレージでやっていたため。夫人の実家は山林を所有しており、岡本がよくわな猟に利用している。酔うとクサい台詞を吐く。甲斐犬ギンとビーグル犬ビビを飼っている。2年目の猟期からは引っ越しによりグループを離れたため、登場しなくなった。
マサムネ君
声 - 鈴木裕斗
岡本と同世代の猟師で、銃所持試験で一緒（資格取得は2か月遅れ）だったことから親しくなり、よく組んで狩猟を行う。愛銃はアキ君同様散弾銃。お坊ちゃま気質で我儘な面があり、すぐ弱音を吐く。岡本らよりやや狩猟の腕が劣るように描写されている。引っ越し先のアパートにガンロッカーが設置出来なかったのと、付き合っていた彼女に引かれていた為、引っ越す前に引退している。
夏目さん
岡本らが所属する猟友会のリーダーを務める人物。口が悪いが親切。本業は魚屋さん。
佐々木さん
猟友会の先輩。わな猟免許を所持しており腕も一流、岡本に様々なアドバイスを与えてくれる師匠とも呼べる存在。膝を故障させてしまい引退した。
前原さん
猟友会の先輩。岡本にカラスが食べられるという事を教える。
赤木さん
射撃場で知り合った猟師。元自衛官で射撃の国際強化選手だった経験もあり、射撃の腕は非常に優れている。空気銃と散弾銃を所持しているが、本人は空気銃を好むらしい。また酔うとCQCの技術を岡本らに教えようとしてくる。ビーグル犬ジョンを飼っている。岡本以上に食への好奇心が強く、色々と食べている。
E銃砲火薬店のオヤジさん
声 - FROGMAN
岡本がエース・ハンターを購入した銃砲店の店主。狩猟免許・銃所持免許試験の試験官も務め、岡本は狩猟用品購入のほか資格取得手続きなども彼を通じて行っている。セッター犬トラを飼っている。

## 書誌情報
- 岡本健太郎 『山賊ダイアリー リアル猟師奮闘記』講談社〈イブニングKC〉、全7巻
  1. 2011年12月22日発売 ISBN 978-4-06-352391-1
  2. 2012年7月23日発売 ISBN 978-4-06-352426-0
  3. 2013年3月22日発売 ISBN 978-4-06-352454-3
  4. 2013年11月22日発売 ISBN 978-4-06-352488-8
  5. 2014年8月22日発売 ISBN 978-4-06-354526-5 / ISBN 978-4-06-362280-5（特装版）
  6. 2015年6月23日発売 ISBN 978-4-06-354575-3 / ISBN 978-4-06-358767-8（特装版）
  7. 2015年6月23日発売 ISBN 978-4-06-354628-6 / ISBN 978-4-06-362343-7（特装版） - 『山賊ダイアリー ××に泊まろうシリーズ』第0泊目を併録。
- 岡本健太郎 『山賊ダイアリーSS』講談社〈イブニングKC〉、既刊1巻（2017年7月21日現在）
  1. 2017年7月21日発売 ISBN 978-4-06-354680-4 / ISBN 978-4-06-358852-1（特装版） - 『山賊ダイアリー ××に泊まろうシリーズ』第1泊目・第2泊目を併録。

## 余談
第三十八矢目「ヌートリアII」（単行本第3巻収録）にて、岡本が食用に捕獲したヌートリアをアキ君が故意に逃がしてしまうという場面があるが、ヌートリアは特定外来生物にあたるため野外に放つことが禁止されている（違反すると3年以下の懲役若しくは300万円以下の罰金またはこれの併科）。後に第六十八矢目「ヌートリアIII」（単行本第5巻収録）でこの話題が取り上げられており、そのページの枠外にその旨に関する謝罪文が掲載された。当該エピソードが収録された第3巻にも第4刷以降の版で謝罪文が載せられている。
『山賊ダイアリーSS』第1巻初版13ページのナレーションに「2006年夏」とあるが、「2016年夏」の誤植である。